# Ozzfest
Az Ozzfest egy 1998 óta megrendezésre kerülő, utazó fesztivál, melyet Ozzy Osbourne és felesége, Sharon Osbourne alapított. A fesztivál több stílust is magába foglal, főleg heavy metal zenekarokat foglalkoztat. Rendszeres fellépő Ozzy Osbourne és a Black Label Society, Zakk Wylde zenekara.